# .de
.de ist die länderspezifische Top-Level-Domain (ccTLD) der Bundesrepublik Deutschland. Sie wurde am 5. November 1986 bei der IANA delegiert und zunächst von der Universität Dortmund verwaltet, seit 1996/1997 übernimmt die DENIC mit Hauptsitz in Frankfurt am Main diese Aufgabe. Mit mehr als 17 Millionen registrierten Domains ist .de die drittgrößte Top-Level-Domain nach .com und .cn.

## Geschichte

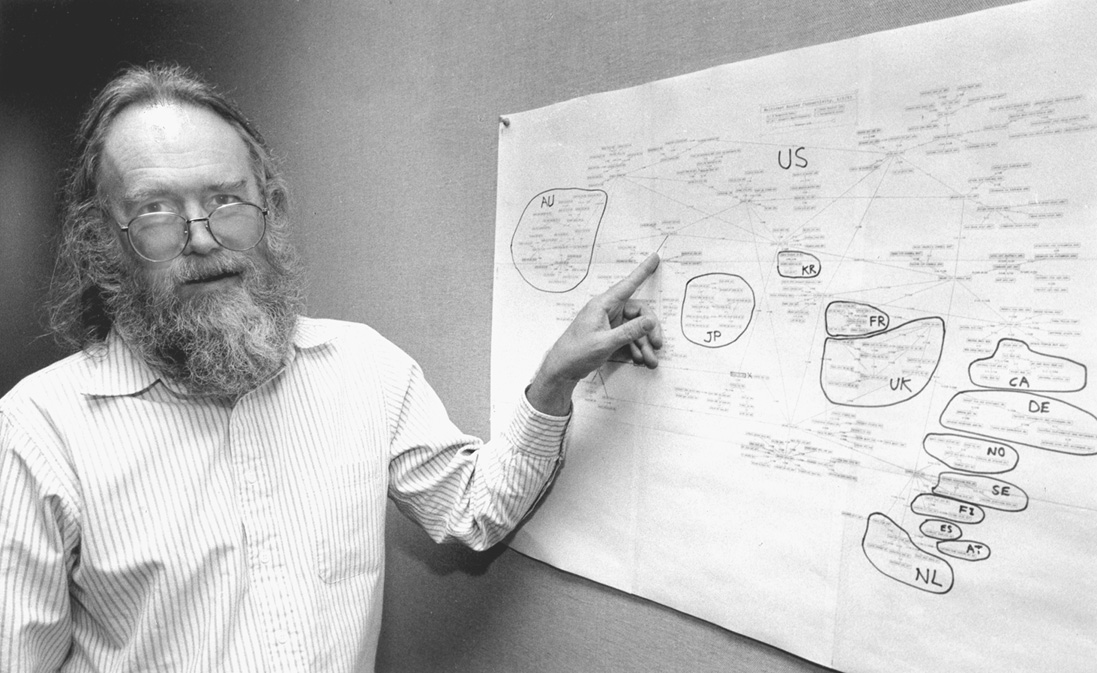
Jon Postel (1994) mit einer Karte der Internet-Top-Level-Domains. Am rechten Rand ist händisch ein Kreis für die Top-Level-Domain „DE“ eingezeichnet.

Am 5. November 1986 wurde .de gemäß ISO 3166 als Top-Level-Domain für Deutschland in der Root Zone des Domain Name Systems durch die IANA eingetragen. Seit diesem Tag können .de-Domains registriert werden. Im März 1988 verzeichnete das zu diesem Zeitpunkt an der Universität Dortmund angesiedelte Network Information Center insgesamt sechs .de-Domains: dbp.de, rmi.de, telenet.de, uka.de, uni-dortmund.de und uni-paderborn.de.
Seit 1997 liegt die Verwaltung aller .de-Domains in Händen der DENIC, die ein Jahr zuvor ins Leben gerufen wurde. In der Genossenschaft haben sich zahlreiche Webhoster zusammengeschlossen, die ihrerseits als akkreditierter Registrar für .de-Domains auftreten. Zusätzlich bietet die DENIC unter der Bezeichnung DENICdirect selbst die Vergabe von .de-Domains an. Allerdings beinhaltet dies weder Webspace noch E-Mail-Adressen oder andere Leistungen.

## Verbreitung

Regionale Verteilung der in Deutschland registrierten .de-Domains im Jahr 2020.

Mit 17,7 Millionen registrierten Domains ist .de die am zweithäufigsten verwendeten länderspezifischen Top-Level-Domains, hinter .cn (Volksrepublik China) mit 19,7 Millionen registrierten Domains und vor .uk mit 10,4 Millionen registrierten Domains (Stand September 2024). Bei Betrachtung aller Adressen – also sowohl länderspezifischer als auch generischer Domains – liegt .de auf dem dritten Platz hinter .com (156,7 Millionen registrierte Domains) und .cn.
Die Marke von 15 Millionen .de-Domains wurde im April 2012 überschritten, seit Juni 2006 gibt es mehr als 10 Millionen Adressen. Die erste Million wurde am 5. Oktober 1999 erreicht.
Die DENIC eG veröffentlicht jährlich Statistiken zur regionalen Verteilung von .de-Domains. In Deutschland stechen besonders die Ballungsgebiete Berlin, München und Hamburg durch die meisten Domains pro Kopf heraus. Allerdings wird diese Statistik durch den Sitz der großen Webhosting-Anbieter verfälscht: So liegt z. B. der Landkreis Starnberg auf dem zweiten Platz der Regionen mit den meisten Domains je Einwohner, da hier die Firma united-domains ansässig ist. Wie bei den meisten länderspezifischen Top-Level-Domains können auch .de-Domains von Personen aus dem Ausland registriert werden. Bei Registrierungen aus dem Ausland liegen die USA, die Niederlande sowie Russland auf den vorderen Plätzen.

## Eigenschaften
Insgesamt darf eine .de-Domain ein bis 63 Zeichen lang sein. Lange Zeit mussten Domains mindestens drei Zeichen lang sein, was sich mit Liberalisierung der Kriterien im Jahr 2008 änderte. Neben alphanumerischen Zeichen können alle deutschen Umlaute, das Eszett und diverse Zeichen anderer Sprachen gemäß der offiziellen Liste der DENIC genutzt werden. Diese werden in ihrer Punycode-Schreibweise auf die maximal erlaubte Länge angerechnet. Bindestriche, genauer Bindestrich-Minusse, sind möglich, jedoch weder an erster noch letzter Stelle der Domain. Auch darf nicht gleichzeitig an dritter und vierter Stelle ein Bindestrich stehen. Domains, die mit Bindestrichen gebildet werden, stellen die größte Gruppe dar und betragen seit 2001 immer über die Hälfte aller Domain-Namen.
Um eine .de-Domain zu registrieren, benötigt der künftige Inhaber keinen Wohnsitz oder Niederlassung in Deutschland. Hat der Domaininhaber seinen Sitz nicht in Deutschland, kann DENIC ihn auffordern, binnen zwei Wochen einen in Deutschland ansässigen Zustellungsbevollmächtigten zu benennen. Ferner müssen für eine Domain-Delegierung bereits während der Anmeldung mindestens zwei Nameserver genannt werden, die autoritativ für die jeweilige .de-Domain antworten. Alternativ bietet die DENIC unter dem Namen NSentry an, für eine Domain bis zu fünf A- oder MX-Einträge direkt in die .de-Zone aufzunehmen.

### Zeitraum
Eine .de-Domain wird grundsätzlich unbefristet registriert, die Gebühren sind üblicherweise mindestens ein Jahr im Voraus fällig. Dies gilt sowohl für die Vergabe durch DENICdirect als auch einen akkreditierten Registrar. Gibt der Registrar die Verwaltung einer .de-Domain auf, ohne diese zu löschen, wird diese in den sogenannten Transit-Zustand gesetzt. Dieser ermöglicht es dem Inhaber, sie zu einem anderen Domain Name Registrar zu transferieren oder durch DENICdirect verwalten zu lassen. Alternativ kann auch dann noch die Löschung veranlasst werden.
Seit dem 3. Dezember 2013 kann eine .de-Domain nach der Löschung nicht sofort wieder durch Dritte angemeldet werden: Es wurde eine sogenannte Redemption Grace Period (RGP) eingeführt, wie sie bei anderen Top-Level-Domains wie .com bereits seit 2002 üblich ist. Sie räumt dem Inhaber eine 30-tägige Bedenkzeit ein, während der die Löschung zurückgezogen werden kann. Damit soll die versehentliche Löschung einer .de-Domain verhindert werden.

### Sicherheit
Durch AuthInfo sind .de-Domains vor unberechtigten Transfers geschützt. Eine solche Zeichenkette wird auf Anfrage durch den Inhaber oder dessen gesetzlichen Vertreter vom bisherigen Registrar (Domainhoster) erzeugt. Diese wird nun beim neuen Registrar angegeben, meist in einer Web-Anwendung, und ermöglicht damit erst den Umzug der Domain. Gleiches gilt für den Wechsel des Inhabers selbst. Das Verfahren gilt als Standard in der Branche und wurde ab 2008 getestet und im Februar 2010 final durch die DENIC umgesetzt.
Zusätzlich unterstützt die Top-Level-Domain .de seit Frühjahr 2010 das DNSSEC-Verfahren. Dadurch soll sichergestellt werden, dass die Authentizität und Datenintegrität des Domain Name System gewährleistet bleibt und Abfragen eines Clients sowie die Antwort der DNS-Server nicht manipuliert werden können. Nach einem Testversuch im Juli 2009 wurde DNSSEC im Januar 2010 für .de erstmals in Betrieb genommen. Dafür wurde die DENIC vom Verband der deutschen Internetwirtschaft (eco) sowie dem Bundesamt für Sicherheit in der Informationstechnik unterstützt.

## Kontroversen
- Kurt Biedenkopf forderte während seiner Amtszeit als Ministerpräsident des Freistaats Sachsen, die DENIC solle die Domain kurt-biedenkopf.de unbefristet sperren, sodass diese nicht von dritten Personen registriert werden könne. Biedenkopf wollte die Domain auch selbst nicht nutzen.[25] Das Oberlandesgericht Dresden lehnte eine entsprechende Klage im November 2000 ab, woraufhin Biedenkopf vor den Bundesgerichtshof zog. Auch dieser folgte allerdings der Argumentation der DENIC, eine Sperre der genannten Domain sei nur dann zuzumuten, sofern eine Registrierung auch in Zukunft durch einen beliebigen Inhaber absehbar immer einen Verstoß gegen geltendes Recht darstellen würde.[26]
- Im August 2004 wurde die .de-Domain von eBay auf einen neuen Inhaber übertragen, ohne dass eine Zustimmung des Auktionshauses vorlag. Ein Kunde der Webhosters Intergenia stellte einen KK-Antrag zum Wechsel des Inhabers, der aufgrund einer ausbleibenden Zurückweisung des Registrars Tucows ausgeführt wurde.[27] Im Zuge dessen geriet die DENIC in die Kritik, keine ausreichenden Sicherheitsmaßnahmen ergriffen zu haben, obwohl ebay.de wenige Stunden nach dem Transfer auf den korrekten Inhaber wiederhergestellt wurde.[28] eBay selbst sah entgegen ersten Ankündigungen von juristischen Schritten gegen den Initiator des KK-Antrags ab.[29]
- Die DENIC vergab Domains zunächst nur ab einer Länge von mindestens drei Zeichen. Ausgenommen von dieser Regel waren ix.de, db.de und hq.de sowie die Adresse bb.de. Im Jahr 2008 wehrte sich die Volkswagen AG erfolgreich gegen die Entscheidung der DENIC, vw.de nicht registrieren zu dürfen.[30] Daraufhin wurden die Vergabekriterien dahingehend geändert, dass sowohl einstellige als auch reine Zifferndomains gestattet wurden. Die neuen Domains waren am 23. Oktober 2009 innerhalb weniger Minuten vergeben.[31]
- 2010 hatte das Landgericht Frankfurt am Main eine weitere Klage gegen die DENIC zu entscheiden. Auslöser war der Verlust von gewinn.de, gegen den sich der bisherige Inhaber aufgrund des hohen Werts der Domain juristisch wehren wollte. Letztendlich urteilte das Gericht, der Inhaber habe Fehler seines Domain Name Registrars selbst zu vertreten.[32] Eine (Mit-)Verantwortung der DENIC wurde ausgeschlossen. Ferner wurde ausdrücklich klargestellt, dass Informationen in der Whois-Datenbank über den Inhaber einer .de-Domain nicht zwingend verbindlich sein müssen, sondern die eigentlichen Besitzverhältnisse abweichen können.
- Der Freistaat Bayern prozessierte ab 2008 ebenfalls gegen die DENIC, nachdem panamaische Unternehmen zahlreiche .de-Domains mit Bezug zu den Regierungsbezirken Unterfranken, Mittelfranken und Oberfranken sowie Oberpfalz angemeldet hatten. Von der Vergabestelle verlangte der Freistaat nach den Grundsätzen der Störerhaftung die Löschung der betroffenen Adressen, was zunächst abgewiesen wurde.[33] Im Juni 2010 bejahte der Bundesgerichtshof aber die Ansprüche des Freistaates und erlegte der DENIC eine erweiterte Prüfungspflicht auf, nach der .de-Domains bei eindeutigen Rechtsverstößen umgehend zu löschen seien.[34]